# James Garfield Gardiner

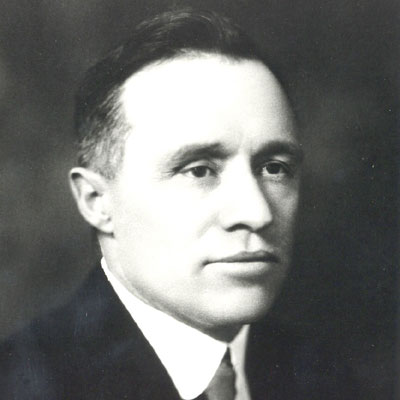
James Garfield Gardiner

James Garfield Gardiner, PC (* 30. November 1883 in Farquhar, Ontario; † 12. Januar 1962 in Lemberg, Saskatchewan) war ein kanadischer Politiker und Landwirt. Vom 26. Februar 1926 bis zum 9. September 1929 sowie vom 19. Juli 1934 bis zum 1. November 1935 war er Premierminister der Provinz Saskatchewan. Darüber hinaus war er von 1926 bis 1935 Vorsitzender der Saskatchewan Liberal Party. Anschließend wechselte er in die Bundespolitik und saß von 1936 bis 1958 für die Liberale Partei Kanadas im Unterhaus. Mehr als 21 Jahre lang war er Landwirtschaftsminister in den Regierungen von William Lyon Mackenzie King und Louis Saint-Laurent.
Die kanadische Regierung, vertreten durch den für das Historic Sites and Monuments Board of Canada zuständigen Minister, ehrte Gardiner am 28. November 1975 für sein Wirken und erklärte ihn zu einer „Person von nationaler historischer Bedeutung“.

## Provinzpolitik
Gardiner verbrachte seine Kindheit auf einem Bauernhof im Südwesten der Provinz Ontario. 1901 zog er nach Saskatchewan, das damals noch Teil der Nordwest-Territorien war, und baute einen eigenen landwirtschaftlichen Betrieb auf. Er trat der Saskatchewan Liberal Party bei und wurde 1914 bei einer Nachwahl im Wahlkreis Fort Qu’Apelle North in die Legislativversammlung von Saskatchewan gewählt. Unter Charles Avery Dunning war er ab 1922 Minister für Straßenbau.
Nachdem Dunning zur Bundespolitik gewechselt hatte, übernahm Gardiner am 26. Februar 1926 den Parteivorsitz und wurde vom Vizegouverneur zum neuen Premierminister ernannt. Als Folge von Korruptionsskandalen verloren die Liberalen die Wahl des Jahres 1929. Zwar hatten die Liberalen knapp am meisten Sitze gewonnen, doch der Conservative Party of Saskatchewan gelang es, einzelne Unabhängige sowie die Progressive Partei auf ihre Seite zu ziehen und eine Koalition zu bilden. Gardiner trat am 9. September 1929 als Regierungschef zurück.
Als Oppositionsführer warf Gardiner der konservativen Regierung von James Anderson Bigotterie vor und verdächtigte sie der Zusammenarbeit mit dem damals einflussreichen Ku-Klux-Klan. In Saskatchewan lebten nur wenige Farbige und die Indianer waren fast vollständig in Reservate abgedrängt worden. Aus diesem Grund schürte der Klan Hass gegen Einwanderer, Katholiken und Frankokanadier – Gruppen, die sich mehrheitlich von den Liberalen angesprochen fühlten. Nach mehr als vier Jahren in der Opposition feierten die Liberalen einen überwältigenden Wahlsieg und gewannen 50 von 55 Sitzen. Gardiner wurde am 19. Juli 1934 zum zweiten Mal Regierungschef. Wie bereits 1926/27 übernahm er zusätzlich das Amt des Finanzministers.

## Bundespolitik
Bereits eineinhalb Jahre später trat Gardiner zurück und übergab am 1. November 1935 sein Amt an William John Patterson. Grund dafür war seine Ernennung zum Landwirtschaftsminister durch den kanadischen Premierminister William Lyon Mackenzie King. Zwei Monate später gewann er bei einer Nachwahl ein Mandat im Unterhaus. Bis 1940 vertrat er den Wahlkreis Assiniboia, danach den Wahlkreis Melville. Mehr als 21 Jahre lang leitete Gardiner ununterbrochen das Landwirtschaftsministerium – länger als jeder andere kanadische Minister.
1948 kandidierte Gardiner um den Vorsitz der Liberalen Partei Kanadas, unterlag aber Louis Saint-Laurent. Dieser trat die Nachfolge Kings als kanadischer Premierminister an und beließ Gardiner auf seinem Posten. Im Juni 1957 trat er als Minister zurück, blieb aber weiterhin Unterhausabgeordneter. Bei der Unterhauswahl 1958 erlitten die Liberalen die bisher schwerste Wahlniederlage ihrer Parteigeschichte; dabei verlor auch Gardiner sein Mandat.
Der 1967 vollendete Gardiner-Staudamm ist nach James Garfield Gardiner benannt. Während seiner Amtszeit als Landwirtschaftsminister hatte er sich lange erfolglos für den Bau dieses Dammes am South Saskatchewan River eingesetzt; erst nach der Wahlniederlage erfolgte der Baubeschluss.